# François Laruelle
Pour les articles homonymes, voir Laruelle.
François Laruelle, né le 22 août 1937 à Chavelot (Vosges) et mort le 28 octobre 2024 à Paris, est un philosophe français.
Il est l'inventeur du concept de « non-philosophie ».

## Biographie
Ancien élève de l'École normale supérieure, agrégé de philosophie, docteur d'État, il a enseigné à Arras, Paris et, en hypokhâgne, à Enghien-les-Bains, puis fut nommé professeur à l'Université Paris Nanterre et directeur de programme au Collège International de Philosophie. Il fut un temps proche de Paul Ricœur et publia en 1977 des entretiens avec Jean-Luc Nancy, Sarah Kofman, Jacques Derrida et Philippe Lacoue-Labarthe.
Dans les années 1980, il a fondé et dirigé deux revues (Pourquoi pas la philosophie ?, 1983-1985, et La Décision philosophique, 1987-1989), puis dans les années 1990, une collection (« L'Invention philosophique », aux Éditions Aubier) et la « Bibliothèque de non-philosophie » (depuis 1995, aux Éditions Kimé).
Il est professeur émérite de l'Université de Paris Nanterre et ancien directeur de programme au Collège international de philosophie. Il est chercheur au Centre de recherche sur l'art, la philosophie et l'esthétique (EA 3459, CRéART-PHI). Sa pensée sur l'art, en lien avec l'histoire et la philosophie, s'exprime sous le titre Le projet d'une pensée-art ou « non-esthétique », Le Présent de l'Art : l'hypothèse fictionnaliste, Paris, Germs, 2013, sous la dir.  de Ciro Giordano Bruni.
François Laruelle meurt à Paris le 28 octobre 2024 à l'âge de 87 ans,.

## Son œuvre
Pour François Laruelle, qui instaure un geste de déconstruction généralisée à l'ensemble de la tradition philosophique gréco-occidentale, il devient possible d'inventer en philosophie : « La philosophie est à faire et c'est une bonne nouvelle. Elle n'est pas donnée dans son histoire, ses institutions, ses textes, son inconscient : elle est toujours autre que son passé. Elle doit être inventée à l'occasion des nouveaux savoirs qui hantent l'encyclopédie, par exemple les technologies et les sciences... ».
La découverte de la pensée dite « en-Un » ou « pensée humaine » chez Laruelle s'est effectuée en trois étapes (désignées par Philosophie I, II, III) qui correspondent à des mutations et à des rectifications dans le sens d'une autonomie croissante de la pensée « en-Un » par rapport à la philosophie. La problématique de l'« Individu » et des « Multiplicités », relayée récemment par celle de l'« Homme » et de l'« Étranger », assure la continuité. Philosophie I commence véritablement avec Machines textuelles (1976). Laruelle s'appuie sur un « quadrangle » : Nietzsche, Heidegger, Deleuze et Derrida (soit la philosophie contemporaine de la « différence »), dont il exacerbe et croise les divers modes dans une « syntaxe généralisée » pour tenter d'inverser le rapport des « Autorités » et des « Minorités ». Mais le paradigme de la « Différence » recolle à un universel et à une autorité toujours plus forte, celle de la « Philosophie ». C'est elle, tout entière (et non plus seulement la métaphysique et ses avatars), qu'il fallait circonvenir dans une deuxième étape et désigner comme l'« Autorité » par excellence, depuis une pensée nécessairement « non-philosophique » dont les fondements étaient alors recherchés plutôt du côté de la science.
Le point fort de cette deuxième coupure fut l'identification du « Principe de Philosophie Suffisante » : un principe plus fondamental que le principe de raison[réf. nécessaire] et par lequel la philosophie se prétend coextensive au « Réel » (en excluant le seul « Réel non-philosophique » ou « non-philosophable », l'« Un »). Dans Une biographie de l'homme ordinaire (1985) ou Philosophie et Non-Philosophie (1989), Laruelle réintroduit les termes d'« Un » ou d'« Identité » dans la pensée, malgré les risques d'incompréhension que fait planer la charge métaphysique de ces concepts. L'« Un en-tant-qu'Un », le « Réel-comme-Un » ou l'« immanence radicale » correspondent d'après Laruelle à une posture de type scientifique, une Vision-en-Un « antérieure » à l'auto-position et à la Décision philosophique. La philosophie procède toujours par division/synthèse, elle décide d'une distinction fondamentale dont elle se fait la solution, unique et unitaire, masquant par-là qu'elle est fondamentalement cette décision.
À l'inverse, la science est créditée d'une pensée que lui refuse ordinairement la philosophie, un savoir immanent mais non circulaire du « Réel » (comme donné), demeurant opaque au Logos philosophique. Laruelle nomme alors « Science (de) l'Un » ou « Non-Philosophie » cette « science transcendantale » purement théorique. Bien sûr elle ne vise pas l'« Un » directement mais, procèdant de lui ou à partir de lui (et cela unilatéralement, de façon non réversible), décrit les règles d'objectivité non-thétiques du « (non-)Un ». Celui-ci n'est pas le « Réel » mais son reflet, sans être encore le « Monde » (y compris le « Monde de Sophie » : la philosophie) qualifié plutôt de « non(-Un) » pour marquer sa résistance naturelle à l'« Un ». Or, c'est à partir du projet de constituer la « Science première » comme « science de la philosophie », qu'une dernière résistance philosophique est entrevue, au point de remettre en cause l'affinité particulière de la science et de la « vision-en-Un ».
En effet si « Science (de) l'Un » pouvait et devait s'entendre comme « Science-à-cause-de-l'Un », une « Science de la philosophie » en revanche ne pouvait qu'entretenir l'illusion d'une objectivation là où la philosophie n'intervient, en réalité, qu'à titre d'occasion et de matériau. Un des enjeux de cette rectification est la distinction, plus rigoureuse qu'auparavant, entre l'« Un réel » et l'« Un transcendantal », entre la cause réelle « de-dernière-instance » et l'immanence propre au « Sujet (de) la pensée », clone du « Réel-Un ». Dans ses Principes de la Non-Philosophie (1996), François Laruelle propose alors une « Théorie unifiée de la science et de la philosophie ». Non que la Théorie unifiée ne puisse conserver le nom de « Science première », mais la science prise globalement ne peut plus être créditée d'un privilège quelconque au regard de l'« Un » et de son savoir immanent.
Après la métaphysique (Philosophie I) et la philosophie tout entière (Philosophie II), c'est maintenant tout le champ discursif comme tel (Philosophie III : philosophie + science) qui se trouve unilatéralisé, en quelque sorte hypothéqué. Laruelle revisite ainsi les champs des sciences humaines (Théorie des Étrangers), de la politique (Introduction au Non-Marxisme), de l'éthique (Éthique de l'Étranger), de la religion (Le Christ futur), en faisant « tourner » ces disciplines autour de l'« Homme » et non plus l'« Homme » autour de celles-ci. Pour autant il ne s'agit pas d'une révolution, mais dans le langage de Laruelle d'une « dualyse » (à partir de l'« Homme-en-personne ») de la culture philosophique.

## Direction de la collection "Nous, les sans-philosophie"
François Laruelle a dirigé, avec Gilles Grelet, une collection aux éditions L’Harmattan : « Nous, les sans-philosophie » (2004). Il y a publié ou dirigé Homo ex machina (2005), Mystique non-philosophique à l’usage des contemporains (2007), Fabriques de l’insécurité (2007). « Nous cherchons une discipline de rébellion à la philosophie et au monde dont la philosophie est la forme éternitaire, pas un remaniement de plus ou un simple doute sur leurs valeurs et leurs vérités. Nous sommes en attente d'une seule régularisation : celle du ‘génie’, par la méthode. Plutôt que les propriétaires de la pensée, nous sommes les prolétaires de la théorie, en lutte avec la suffisance des maîtres-philosophes. Qu'on la dise gnostique, matérialiste, non-philosophique, théoriste, seule importe sa puissance de désaliénation, c'est-à-dire d'invention. Il y a de la philosophie, mais la philosophie n'est pas (réelle). » Participent aux publications : François Laruelle et Ray Brassier, Jason Barker, Laurent Carraz, Hugues Choplin, Jacques Colette, Natalie Depraz, Gilles Grelet, Jean-Pierre Faye, Gilbert Hottois, Jean-Luc Rannou, Pierre Riffard, Sandrine Roux, Jordanco Sekulovski...

## Critiques et controverses
La pensée de François Laruelle, proverbialement obscure, est accusée par certains universitaires de dissimuler une totale vacuité, à l'instar de celle d'Alain Badiou. Ainsi, les philosophes des sciences Anouk Barberousse et Philippe Huneman estiment que 

« pour ce qui nous concerne en tout cas, la « philosophie » de Laruelle nous semble encore plus insensée que celle de Badiou : aucun de nous ne peut donner sens aux affirmations selon lesquelles l’Un est oublié de la philosophie, qu’il n’est ni divisible ni indivisible, qu’il est aussi bien Un que Autre, qu’il est forclos dans ou par la pensée – soit les thèses séminales de la « non-philosophie » – et encore moins d’entrevoir les raisons de ces thèses. »

Pour autant, la réception de son œuvre est importante à l'international, aux États-Unis notamment[réf. nécessaire]. En France, ses travaux ont influencé des chercheurs souhaitant confronter la philosophie à des terrains non-philosophiques, comme celui des sciences, des technologies ou du management, comme par exemple Hugues Choplin, Xavier Pavie.

## Publications
- Philosophie I :
  - Phénomène et différence. Essai sur l’ontologie de Ravaisson, Paris, Kincksieck, 1971.
  - Machines textuelles. Déconstruction et libido d'écriture, Paris, Seuil, 1976.
  - Nietzsche contre Heidegger. Thèses pour une politique nietzschéenne, Paris, Payot, 1977.
  - Le Déclin de l’écriture, suivi d'entretiens avec J-L Nancy, S. Kofman, J. Derrida et P. Lacoue-Labarthe, Paris, Aubier-Flammarion, 1977.
  - Au-delà du principe de pouvoir, Paris, Payot, 1978.
- Philosophie II :
  - Le Principe de minorité, Paris, Aubier Montaigne, 1981.
  - Pourquoi pas la philosophie ? (I : Descartes, mission terminée, retour impossible ; II : Les Crimes de l'histoire de la philosophie ; III : Théorie de la décision philosophique ; IV : Le Philosophe sans qualités ; V : Le Mystique, le Pratique, l’Ordinaire ; VI : Métaphysique du futur), Paris, Cahiers édités par l'auteur, 1983-1985.
  - Une biographie de l'homme ordinaire. Des Autorités et des Minorités, Paris, PUF, 1985.
  - Les Philosophies de la différence. Introduction critique, Paris, PUF, 1986.
  - Philosophie et non-philosophie, Liège-bruxelles, Mardaga, 1989.
  - En tant qu'Un. La « non-philosophie » expliquée aux philosophes, Paris, Aubier, 1991.
  - Théorie des identités. Fractalité généralisée et philosophie artificielle, Paris, PUF, 1992.
- Philosophie III :
  - Théorie des Étrangers. Science des hommes, démocratie, non-psychanalyse, Paris, Kimé, 1995.
  - Principes de la non-philosophie, Paris, PUF, 1996.
  - L’Hypothèse non-borgésienne. Essai sur le livre et la bibliothèque (en allemand), Stuttgart, Jutta Legueil, 1997.
  - Éthique de l'Étranger, Paris, Kimé, 2000.
  - Introduction au Non-Marxisme, Paris, PUF, 2000.
- Philosophie IV :
  - Le Christ futur, une leçon d'hérésie, Paris, Exils, 2002.
  - L’Ultime Honneur des intellectuels, Paris, Textuel, 2003.
  - La Lutte et l’Utopie à la fin des temps philosophiques, Paris, Kimé, 2004.
  - Mystique non-philosophique à l'usage des contemporains, Paris, Kimé, 2007.
- Philosophie V :
  - Introduction aux sciences génériques, Paris, Pétra, 2008.
  - Philosophie non-standard : générique, quantique, philo-fiction, Paris, Kimé, 2010.
  - Anti-Badiou : sur l'introduction du maoïsme dans la philosophie, Paris, Kimé, 2011.
  - Théorie générale des victimes, Paris, Mille et une nuits, 2012.
  - Photo-Fiction, une esthétique non-standard, Minneapolis, Univocal, 2012 (ouvrage bilingue, traduit par Drew S. Burk)
  - Christo-fiction, Paris, Fayard, 2014.
  - En dernière humanité. La nouvelle science écologique, Paris, Les éditions du Cerf, 2015.
  - Tetralogos. Un opéra de philosophies, Paris, Editions du Cerf , 2019.
  - Théologie clandestine pour les sans-religion : une confession de foi du non-philosophe, Paris, Kimé, 2019.
  - Le nouvel esprit technologique, Paris, Les Belles Lettres, 2020.

## Traductions en langues étrangères
- Future Christ: A Lesson in Heresy, trad. Anthony Paul Smith, Continuum, 2010 (to be reed. Bloomsbury Academic, 2019).
- Philosophies of Difference: A critical Introduction to Non-Philosophy, trad. Rocco Gangle, Continuum, 2010.
- The Non-Philosophy Project, Telos Press, 2012.
- From Decision to Heresy: Experiments in Non-standard Thought, trad. divers, Urbanomics, 2012.
- Struggle and Utopia at the End Times of Philosophy, trad. Drew S. Burk et Anthony Paul Smith, Univocal, 2012.
- Anti-Badiou: The Introduction of Maoism into Philosophy, trad. Robin Mackay, Continuum, 2013.
- Dictionary of Non-Philosophy, trad. Taylor Adkins, Univocal Publishing LLC, 2013.
- Philosophy and Non-Philosophy, tard. Taylor Adkins, Univocal Publishing LLC, 2013.
- Principles of Non-Philosophy, trad. Nicola Rubczak et Anthony Paul Smith, Bloomsbury, 2013
- Non-Photographie - Photo-Fiktion, Merve, 2014.
- Intellectuals and Power, trad. Anthony Paul Smith, Polity, 2014.
- Introduction to Non-Marxism, trad. Anthony Paul Smith, Univocal Publishing, 2014.
- General Theory of Victims, trad. Jessie Hock et Alex Dubilet, Polity, 2015.
- Christo-Fiction: The Ruins of Athens and Jerusalem, trad. Robin Mackay, Columbia University Press, 2015.
- Theory of Identities, trad. Alyosha Edlebi, Columbia University Press, 2016.
- A Biography of Ordinary Man: On Authorities and Minorities, Jessie Hock et Alex Dubilet, Polity, 2017.

(en cours)
- The Last Humanity: A New Ecological Science, (en cours), Bloomsbury Academic, 2018.

## Études et travaux universitaires
- Hugues Choplin, La non-philosophie de François Laruelle, Kimé, 2000.
- Jean-Luc Rannou, François Laruelle et la gnose non-philosophique, L'Harmattan, Coll. La Philosophie en commun, 2003.
- Rocco gangle, Francois Laruelle's Philosophies of Difference: A Critical Introduction and Guide, Edinburgh University Press, 2013.
- Alexander R. Galloway, Laruelle: Against the Digital, University of Minnesota Press, 2014.
- Pérez, Rolando, “Intellectuals in an Age of Capitalist Nihilism,” review of Intellectuals and Power: The Insurrection of the Victim, François Laruelle, in conversation with Philippe Petit in Radical Philosophy 193. September/October 2015: 60-62
- Anthony Paul Smith, Francois Laruelle's Principles of Non-Philosophy: A Critical Introduction and Guide, Edinburgh University Press, 2015.